# Noragami
Noragami (ノラガミ, traduisible par « Dieu errant » ou « Dieu égaré ») est un manga écrit et dessiné par le duo de mangakas Adachitoka. Il est prépublié depuis décembre 2010 dans le magazine Monthly Shōnen Magazine et est compilé en 27 volumes en février 2024. La version française est éditée par Pika Édition depuis février 2015.
Une adaptation en série télévisée d'animation produite par le studio Bones est diffusée entre janvier et mars 2014. Une seconde saison, Noragami Aragoto, est diffusée entre octobre et décembre 2015. Plusieurs OAV sont également sortis. Dans les pays francophones, les deux saisons sont diffusées sur Wakanim.

## Synopsis
Dans le Japon Moderne, les humains consacrent des temples et prient pour les dieux. Yato, un dieu oublié de tous, tente de se faire connaître en exauçant des voeux un peu partout contre la maigre somme de 5 yens. Un jour, il croise le chemin d'Iki Hiyori, une collégienne qui le sauve en l'empêchant de se faire écraser par un bus. À cause de cet accident, Hiyori devient une demi-ayakashi. Elle décide donc de suivre Yato jusqu'à ce qu'il accepte de résoudre son problème.

## Personnages

### Protagonistes
- Yato (夜ト?) est un dieu mineur du panthéon japonais, si mineur qu'il n'a pas de temple à son honneur, et dont les seuls admirateurs sont les humains dont il a accepté d'exaucer les vœux en échange d'une pièce de 5 yens. Par le passé, il a été un dieu de la guerre du désastre redouté mais a choisi de tourner le dos à cette époque de sa vie. C'est ainsi qu'il a changé son ancien nom de Yaboku (ヤボク) en Yato[2]. Après sa rencontre avec Hiyori Iki, il reste avec elle pour le meilleur comme pour le pire.
- Hiyori Iki (壱岐 ひより, Iki Hiyori?) est une collégienne sans histoire jusqu'au jour où sa rencontre avec Yato la transforme en demi-ayakashi, c'est-à-dire qu'elle est parfois capable de quitter son corps. Sa forme astrale est dotée d'une force surhumaine, mais aussi d'une « queue » qui la relie au monde des vivants. Si cette dernière est coupée, Iki mourra et deviendra un ayakashi définitivement. Malheureusement, elle ne contrôle pas son pouvoir et quitte parfois son corps à des moments peu opportuns comme à son école. Elle a fait le vœu que Yato lui rende sa forme humaine normale, mais ce dernier ne semble pas être capable de l'exaucer. Par la suite, elle commence à s'habituer au fait d’être moitié-ayakashi car elle a pu connaître Yato comme ça et ne veut plus le quitter.
- Yukine (雪音?) est le « shinki » de Yato, c'est-à-dire son instrument divin. Sous sa forme humaine, c'est un jeune garçon de 14 ans au tempérament spontané et colérique. Il accepte mal sa mort et la solitude de son statut. En tant que shinki, son nom est Setsu (ou Sekki lorsque Yato l'invoque) et il prend l'apparence d'une lame, dotée de pouvoirs supérieurs à la moyenne malgré son inexpérience. Il est un "shinki sacré", un instrument béni, statut accordé seulement aux shinki étant prêts à sacrifier leur nom pour protéger leur maître. Dans Noragami Aragoto, alors qu'il se sacrifie pour Yato, il prend la forme de deux sabres.

### Dieux
- Tenjin (天神?) (Tenjin) : le dieu des études, aussi connu sous le nom de Sugawara no Michizane. Il confie parfois certaines missions dont il ne veut pas s'occuper à Yato.
- Kofuku (小福?) : C'est une binbogami, une déesse de la pauvreté. Elle est très proche de Yato.
- Bishamonten (毘沙門天?) (Vaiśravaṇa) : (on l'appelle le plus souvent Bishamon, Veena ou Vina dans l'édition française du manga distribué par Pika édition) la plus puissante des dieux de la Guerre, elle dispose de très nombreux shinki qui constituent une véritable armurerie. Elle hait Yato et a juré de se venger depuis qu'il a causé la mort des shinki du clan Ma. Comme les autres sept dieux de la fortune, elle fait partie des suspects dans l'affaire du Mage.
- Rabō (蠃蚌?) : personnage exclusif de l'anime, il est un dieu du désastre tout comme Yato. Il s'allie avec Nora pour tenter de réveiller la personnalité guerrière de Yato.
- Ebisu (Ebisu) : le véritable Ebisu est un personnage mystérieux dont le cycle des réincarnations est très rapide. Comme il est l'un des principaux dieux et que sa renaissance est assurée, cela ne semble pas lui poser de soucis. Il confie à Hiwami, le Guide de ses shinki, la tâche de transmettre sa volonté à ses réincarnations successives. Comme les autres sept dieux de la fortune, il fait partie des suspects dans l'affaire du Mage.
- Ookuninushi (Daikokuten) : un des sept dieux de la fortune, il est doté d'un fort accent. Comme les autres sept dieux de la fortune, il fait partie des suspects dans l'affaire du Mage.
- Benzaiten (Benzaiten) : une déesse à l'apparence de jeune fille. Comme les autres sept dieux de la fortune, elle fait partie des suspects dans l'affaire du Mage.
- Hotei (Hotei) : un dieu obèse qui passe son temps à écouter des émissions comiques à la radio. Comme les autres sept dieux de la fortune, il fait partie des suspects dans l'affaire du Mage.
- Fukurokuju (Fukurokuju) : un dieu a l'allure de dandy avec son chapeau haut de forme et son monocle. Comme les autres sept dieux de la fortune, il fait partie des suspects dans l'affaire du Mage.
- Jurōjin (Jurōjin) : un dieu à l'apparence de vieillard voûté. Comme les autres sept dieux de la fortune, il fait partie des suspects dans l'affaire du Mage.
- Izanami (Izanami) : elle règne sur les Enfers. Elle est devenue folle à force de solitude et tente de capturer toute personne s'aventurant sur son territoire.

### Shinki
- Tomone / Mayu (真喩?) : la shinki au service de Yato au début de l'histoire, elle finit par démissionner après trois mois passés à son service car elle ne supporte plus ses mains moites et son manque de manières. Elle entre ensuite au service de Tenjin.
- Daikoku (大黒?) : l'unique shinki de Kofuku, il est très protecteur envers elle. Sa transformation est un éventail qui a l'inconvénient d'ouvrir un passage vers le monde des fantômes et donc d'en libérer une grande quantité à chaque utilisation.
- Nora (野良?) : Nora n'est pas son vrai nom, mais le terme pour désigner un shinki ayant plusieurs maîtres. Les "nora" sont tabous chez les dieux et sont souvent utilisés pour les basses besognes indignes des shinki "officiels". Elle connait très bien Yato, qui lui a donné le nom de Hiiro mais qui cherche à l'éviter. Dans l'anime, Rabō lui donne le nom de Furuhime. Dans le manga, elle a aussi été au service de Ebisu sous le nom de Tsutsumi. Puis elle n'est plus le shinki de Yato car il a rompu le lien avec elle. Elle s'est mise dans une colère folle peu après, mais Yato lui a dit que son seul shinki est Yukine.
- Kazuma (兆麻?) : guide des shinki de Bishamon, sa transformation est une boucle d'oreille. Il est l'un des rares "shinki sacrés", tout comme Yukine : il avait à la base la forme d'un clou avant de devenir une boucle d'oreille.
- Le clan des "Yu" : les shinki de Tenjin, toutes des jeunes filles. Il est composé de Tsuyu (qui n'est pas un véritable shinki, mais l'esprit d'un prunier), Mayu (anciennement Tomone au service de Yato), Ayu, Nayu, Miyu et Moyu.
- Le clan des "Ma" : ancien nom des shinki de Bishamon, il a fini par tomber dans la décadence et le complot et il a été éliminé par Yaboku (Yato). Kazuma, qui a organisé ce "génocide" pour sauver sa maîtresse, est le seul survivant de cette époque. La seule autre shinki dont le nom est connue est Touma (l'amie de Kazuma).
- Le clan des "Ha" : nouveau clan créé par Bishamon après la destruction des "Ma" par Yaboku (Yato). Il est, entre autres, composé de Kuraha (le lion), Kinuha (le fouet), Akiha (le couteau), Tsuguha (la nouvelle tenue de Bishamon), Karuha (les pistolets jumeaux, la fille), Kazuha (les pistolets jumeaux, le garçon), Kugaha (l'apothicaire, relâché depuis), Suzuha (le jardinier, décédé), Aiha (l'ancienne armure de Bishamon), Mineha (le miroir brisé), Yugiha (l'épée géante), Fumiha...
- Le clan des "Mi" : les shinki au service d'Ebisu, notamment composé de Hiwami (le Guide), Kunimi (le costume)...

### Humains
- Aimi Tabata : amie et camarade de classe de Hiyori.
- Akira Yamashita : amie et camarade de classe de Hiyori.
- Mutsumi : cliente de Yato apparaissant dans le premier chapitre du manga et le premier épisode de l'anime, elle est martyrisée par ses camarades de classe.
- Yuusuke Urasawa : salary-man ruiné par sa relation avec Kofuku (dont il ignore la véritable identité), il fait appel à Yato quand il se trouve au bord du suicide.
- Manabu Ogiwara : élève dans le même collège que Hiyori, mais plus jeune qu'elle, il fait appel à Yato quand il est martyrisé par ses camarades.
- Kouto Fujisaki : élève dans la classe supérieure du même lycée que Hiyori, il semble amoureux d'elle. Il se révèle être le père de Yato. Il arrive à vivre des siècles grâce à une sorte de technique de possession divine. Il déteste les dieux.
- Abe : fan du même groupe de visual key indé (Kyakki Yakou) que Akira, il devient son petit ami après leur sortie au parc d'attraction. Ami de Fujisaki.
- Seki : ami de Fujisaki et troisième garçon présent à la sortie au parc d'attraction.
- Sasaki : gouvernante de la famille Iki.
- Tomoko : l'amie humaine de Suzuha.

## Manga
Le premier chapitre de Noragami est publié le 6 décembre 2010 dans le magazine Monthly Shōnen Magazine. Depuis, la série est éditée sous forme de tankōbon par Kōdansha et compte actuellement 26 tomes. Certains tomes sont accompagnés de produits dérivés : l'édition spéciale du tome 9 est accompagné d'un CD drama et les tomes 10 et 11 d'un DVD comprennent des OAV.
La version française est publiée par Pika Édition à partir de février 2015. À Taïwan, une édition en chinois est proposée par Tong Li Publishing depuis le 10 février 2012. En Italie, GP Manga a sorti les trois premiers tomes de la série en 2012 avant d'abandonner la série. Racheté par Panini, le manga a terminé sa publication en 2024. Pour l'Amérique du Nord, Kodansha Comics publié la série depuis le 2 septembre 2014
Sept histoires dérivées parues dans le Monthly Shōnen Magazine + depuis 2011 sont regroupées en un volume sous le titre Noragami - Histoires Errantes (ノラガミ拾遺集, Noragami Shūishū) publié au Japon le 15 novembre 2013  (ISBN 978-4063713985) et en France le 25 mai 2016  (ISBN 978-2-8116-3075-1).
Deux autres volumes de Noragami - Histoires Errantes paraissent au Japon en tant qu'édition limitée des volumes 20 et 24, les 15 février 2019  (ISBN 978-4-06-514492-3) et 15 novembre 2021  (ISBN 978-4-06-523373-3). Chacun de ces recueils contiennent 3 histoires dérivées. En France, ces deux volumes sont compilés en un seul nommé Noragami - Histoires Flottantes, publié dans l'édition collector du tome 27 le 20 novembre 2024  (ISBN 978-2811694906).
Une édition Deluxe de la série est annoncée pour fêter les 50 ans du Monthly Shōnen Magazine. Cette édition contiendra 14 volumes, le premier publié le 17 décembre 2024. À partir de janvier 2025, deux volumes seront publiés en même temps. Chaque couverture sera une nouvelle illustration d'Adachitoka.

### Liste des volumes
| no | Japonais          | Japonais          | Français         | Français          |
| no | Date de sortie    | ISBN              | Date de sortie   | ISBN              |
| --- | ----------------- | ----------------- | ---------------- | ----------------- |
| 1 | 15 juillet 2011   | 978-4-06-371294-0 | 4 février 2015   | 978-2-8116-1812-4 |
| Liste des chapitres : - Chapitre 1 : Le loser en jogging (ジャージのひと, Jāji no Hito) - Chapitre 2 : Le chat, le dieu errant et la queue (家猫と野良神と尻尾, Ieneko to Noragami to Shippo) - Chapitre 3 : Comme de la neige (雪のような, Yuki no Yōna) |                   |                   |                  |                   |
| 2 | 11 novembre 2011  | 978-4-06-371308-4 | 4 février 2015   | 978-2-8116-1813-1 |
| Liste des chapitres : - Chapitre 4 : Volontés divines (幾つかの神慮, Ikutsuka no Shinryo) - Chapitre 5 : La frontière (境界線, Kyōkaisen) - Chapitre 6 : Quelqu'un d'effrayant (コワイヒト, Kowai Hito) - Chapitre 7 : Qui est-il ? (誰そ彼, Dare so Kare) |                   |                   |                  |                   |
| 3 | 17 février 2012   | 978-4-06-371323-7 | 1er avril 2015   | 978-2-8116-1906-0 |
| Liste des chapitres : - Chapitre 8 : Les Nora des jours où il fait sombre (時化る日のノラたち, Shikeru Hi no Noratachi") - Chapitre 9 : Des êtres méprisables (忌むべき者, Imubeki Mono) - Chapitre 10 : Franchir la ligne (一線を越えて, Issen o Koete) - Chapitre 11 : Nom (名前, Namae) |                   |                   |                  |                   |
| 4 | 15 juin 2012      | 978-4-06-371336-7 | 3 juin 2015      | 978-2-8116-1907-7 |
| Liste des chapitres : - Chapitre 12 : Couper ou ne pas couper (きる、きらない, Kiru, Kiranai) - Chapitre 13 : Augures (兆し, Kizashi) - Chapitre 14 : Dans son souvenir (彼女の思い出, Kanojo no Omoide) - Chapitre 15 : Ce qui va faner (枯れゆくもの, Kare Yuku Mono) |                   |                   |                  |                   |
| 5 | 17 octobre 2012   | 978-4-06-371350-3 | 2 septembre 2015 | 978-2-8116-2156-8 |
| Liste des chapitres : - Chapitre 16 : L'enfer (地獄, Jigoku) - Chapitre 17 : Quelqu'un sur qui compter (寄る辺を求めて, Yorube o Motomete) - Chapitre 18 : Lame nue (抜き身, Nuki Mi) - Chapitre 19 : Prière (願, Negai) |                   |                   |                  |                   |
| 6 | 15 février 2013   | 978-4-06-371366-4 | 7 octobre 2015   | 978-2-8116-2157-5 |
| Liste des chapitres : - Chapitre 20 : Bénédiction, malédiction (神祝き、呪きき, Kamuhosaki, Hosakiki) - Chapitre 21 : Ne disparais pas, reste auprès de moi (消えないで、傍にいて, Kienai de, Soba ni Ite) - Chapitre 22 : Ce qu'il y a à faire (為すべきこと, Nasubeki Koto) - Chapitre 23 : Le guide (道標, Michishirube) |                   |                   |                  |                   |
| 7 | 17 juin 2013      | 978-4-06-371379-4 | 2 décembre 2015  | 978-2-8116-2384-5 |
| La version française du volume 7 est sorti avec un marque-pages inédit.Liste des chapitres : - Chapitre 24 : Pour toujours (ずっと一, Zuttou) - Chapitre 25 : Malédiction divine (触った神の祟り, Sawatta Kami no Tatari) - Chapitre 26 : Comment vénérer son dieu (神様の祀リ方, Kamisama no Matsuri Kata) - Chapitre 27 : Travail et karma (業と業, Gyō to Gō) |                   |                   |                  |                   |
| 8 | 17 octobre 2013   | 978-4-06-371394-7 | 3 février 2016   | 978-2-8116-2713-3 |
| Liste des chapitres : - Chapitre 28 : Le dieu malfaisant (禍津神, Magatsukami) - Chapitre 29 : Les affaires de trois contrées (三つの国の諸事情, Mittsu no Kuni no Sho Jijō) - Chapitre 30 : Le bruit du lien qui se rompt (糸の切れる音, Ito no Kireru Oto) - Chapitre 31 : Être parent, être enfant (親なり、子なり, Oya Nari, Konari) |                   |                   |                  |                   |
| 9 | 17 décembre 2013  | 978-4-06-371402-9 | 20 avril 2016    | 978-2-8116-2736-2 |
| CD drama inclus avec l'édition limitée (ISBN 978-4-06-358478-3).Liste des chapitres : - Chapitre 32 : La tentatrice (誘な女, Izanami) - Chapitre 33 : Une volonté de fer (イシ椎い持ち, Ishi Tsutsui Mochi) - Chapitre 34 : Dernier souhait avant de mourir (斯く在りし望み, Kaku Arishi Nozomi) - Chapitre 35 : La mort (死, Shi) |                   |                   |                  |                   |
| 10 | 17 février 2014   | 978-4-06-371412-8 | 1er juin 2016    | 978-2-8116-3005-8 |
| DVD de la 1re OAV inclus avec l'édition limitée (ISBN 978-4-06-358479-0).Liste des chapitres : - Chapitre 36 : Lié par le sort (呪縛, Jubaku) - Chapitre 37 : Ta voix qui m'appelle (君の呼ぶ声, Kimi no Yobu Koe) - Chapitre 38 : Puisque je l'avais promis (約束したから, Yakusoku Shitakara) - Chapitre 39 : L'avant et l'après (コレマデとコレカラ, Koremade to Korekara) |                   |                   |                  |                   |
| 11 | 17 juillet 2014   | 978-4-06-371430-2 | 24 août 2016     | 978-2-8116-3095-9 |
| DVD de la 2e OAV inclus avec l'édition limitée (ISBN 978-4-06-358480-6).Liste des chapitres : - Chapitre 40 : Mon Dieu, je t'en prie, entend ma prière (ou pas) (恐み恐みも白さず, Kashikomi Kashikomi mo Mōsazu) - Chapitre 41 : Tels sont nos souvenirs (一緒に写真を, Issho ni Shashin wo) - Chapitre 42 : Le Présage d'un Désastre (厄災しか起こせない, Yakusai Shika Okosenai) + Chapitre spécial Noël - Chapitre 43 : Un secret bien gardé (秘め事, Himegoto)                                                                                 |                   |                   |                  |                   |
| 12 | 17 novembre 2014  | 978-4-06-371448-7 | 5 octobre 2016   | 978-2-8116-3135-2 |
| Liste des chapitres : - Chapitre 44 : Trancher et lier (斬り＋結ぶ, Kiri + Musubu) - Chapitre 45 : À son contact (触れにし経ること, Fure ni Shi Furu Koto) - Chapitre 46 : Jeux d'enfants (わらわあそび, Warawa Asobi) - Chapitre 47 : Tabou (禁忌, Kinki) |                   |                   |                  |                   |
| 13 | 17 avril 2015     | 978-4-06-371460-9 | 30 novembre 2016 | 978-2-8116-3136-9 |
| Liste des chapitres : - Chapitre 48 : Toi que j'aime (わたしの好きなアナタ, Watashi no Suki na Anata) - Chapitre 49 : Ne cesser de se battre (撃ちてし止まむ, Uchiteshi Yamamu) - Chapitre 50 : Le temps de la confrontation (向き合うとき, Mukiau Toki) - Chapitre 51 : Le salut (救い, Sukui) |                   |                   |                  |                   |
| 14 | 17 septembre 2015 | 978-4-06-371483-8 | 1er février 2017 | 978-2-8116-3389-9 |
| Liste des chapitres : - Chapitre 52 : Higan et shigan (彼岸と此岸, Higan to Shigan) - Chapitre 53 : Une certaine ressemblance (どこか似ている, Dokoka Nite Iru) - Chapitre 54 : Ce que l'on voit venir (見えるもの、やって来るもの, Mieru Mono, Yattekuru Mono) - Chapitre 55 : Tuer, abandonner (斬りｘ捨てる, Kiri x Suteru) |                   |                   |                  |                   |
| 15 | 17 novembre 2015  | 978-4-06-371494-4 | 5 avril 2017     | 978-2-8116-3390-5 |
| DVD de la 3e OAV inclus avec l'édition limitée (ISBN 978-4-06-358774-6).Liste des chapitres : - Chapitre 56 : Soumission (言趣け, Gen-Omomuki Ke) - Chapitre 57 : À qui va la loyauté (忠の行き先, Chū no Ikisaki) - Chapitre 58 : Se lier, se croiser (絡みあい、すれ違う, Karamiai, Surechigau) - Chapitre 59 : L'insoumise (まつろわぬ者, Matsuro Wanu Mono) |                   |                   |                  |                   |
| 16 | 17 mars 2016      | 978-4-06-392515-9 | 14 juin 2017     | 978-2-8116-3391-2 |
| DVD de la 4e OAV inclus avec l'édition limitée (ISBN 978-4-06-358775-3).Liste des chapitres : - Chapitre 60 : Les actions des cieux (天の為すこと, Ten no Nasu Koto) - Chapitre 61 : Rébellion (叛徒, Hanto) - Chapitre 62 : Arme, orgueil, déchirure (鉾、誇り、綻び, Hoko, Hokori, Hokorobi) - Chapitre 63 : Exultation (愉悦, Yuetsu) |                   |                   |                  |                   |
| 17 | 15 juillet 2016   | 978-4-06-392531-9 | 23 août 2017     | 978-2-8116-3608-1 |
| Liste des chapitres : - Chapitre 64 : Ô toi que j'aime (いとしきひとよ, Itoshiki Hito Yo) - Chapitre 65 : Un jour glorieux (カ日, Kanichi) - Chapitre 66 : Le feu qui couve (埋み火, Uzumibi) - Chapitre 67 : Ce qui est mien (己がもの, Onore ga Mono) |                   |                   |                  |                   |
| 18 | 17 février 2017   | 978-4-06-392567-8 | 18 octobre 2017  | 978-2-8116-3792-7 |
| Liste des chapitres : - Chapitre 68 : Le chemin de la maison (家路, Ieji) - Chapitre 69 : Shinki (神器, Shinki) - Chapitre 70 : Le sommet (上, Jō) - Chapitre 71 : Jouer sa vie (いのち賭して, Inochi to Shite) |                   |                   |                  |                   |
| 19 | 17 août 2018      | 978-4-06-392587-6 | 20 février 2019  | 978-2-8116-3821-4 |
| Liste des chapitres : - Chapitre 72 : Non (不, Zu) - Chapitre 73 : Si tu entends mon cri (悲鳴が聞こえたら, Himei ga Kikoetara) - Chapitre 74 : Cadeau (おくりもの, Okurimono) - Chapitre 75 : Et puis, il... (そうして彼は―, Sōshite Kare Wa—) |                   |                   |                  |                   |
| 20 | 15 février 2019   | 978-4-06-514491-6 | 21 août 2019     | 978-2-8116-5088-9 |
| Volume 2 d'Histoires Errantes inclus avec l'édition limitée (ISBN 978-4-06-514492-3).Liste des chapitres : - Chapitre 76 : Incapable d'abandonner (捨てらわめ, Sute ra Wame) - Chapitre 77 : Abandonnés (捨てらわる, Sute ra Waru) - Chapitre 78 : L'objet du désir (欲しいもの, Hoshīmono) - Chapitre 79 : Amour d'ici et d'au-delà (彼の愛、此の愛, Kare no Ai, Kono Ai) |                   |                   |                  |                   |
| 21 | 17 octobre 2019   | 978-4-06-517367-1 | 18 mars 2020     | 978-2-8116-5403-0 |
| Liste des chapitres : - Chapitre 80 : Le fil des mots (てとの端, Koto no wa) - Chapitre 81 : Tout seul (ひとり, Hitori) - Chapitre 82 : Le moment d'avancer (前へ進む秋, Mae e Susumu Toki) - Chapitre 83 : Le monde qui se déchire (裂ける世界, Sakeru Sekai) |                   |                   |                  |                   |
| 22 | 17 juin 2020      | 978-4-06-519753-0 | 5 mai 2021       | 978-2-8116-6364-3 |
| Liste des chapitres : - Chapitre 84 : Nora (野良, Nora) - Chapitre 85 : Tu me manques (会いたい, Aitai) - Chapitre 86 : La boîte (箱, Hako) - Chapitre 87 : Le chemin vers les ténèbres (闇に至る途, Yami ni Itaru to) |                   |                   |                  |                   |
| 23 | 17 février 2021   | 978-4-06-522100-6 | 13 juillet 2022  | 978-2-8116-7135-8 |
| Liste des chapitres : - Chapitre 88 : Mobile (理由, Riyū) - Chapitre 89 : Echo du kotono ha (言の葉の響き, Kotonoha no hibiki) - Chapitre 90 : Une rencontre capitale (会わなくちゃ, Awanakucha) - Chapitre 91 : Faire ce qui est juste (正しいことを, Tadashī koto o) |                   |                   |                  |                   |
| 24 | 15 octobre 2021   | 978-4-06-524859-1 | 2 novembre 2022  | 978-2-8116-7163-1 |
| Volume 3 d'Histoires Errantes inclus avec l'édition limitée les (ISBN 978-4-06-523373-3).Liste des chapitres : - Chapitre 92 : Quand l'aube se lève... (夜明けは, Yoake wa) - Chapitre 93 : Objectif (むく先, Muku saki) - Chapitre 94 : Espoir (希望, Kibō) - Chapitre 95 : Filet d'encerclement (包囲網, Hōimō) |                   |                   |                  |                   |
| 25 | 16 juin 2022      | 978-4-06-527772-0 | 5 juillet 2023   | 978-2-8116-8371-9 |
| Liste des chapitres : - Chapitre 96 : Appelle mon nom (名前を呼んで, Namae wo yonde) - Chapitre 97 : Savoir (救すくい主, Sukuinushi) - Chapitre 98 : Le droit naturel (理, Kotowari) - Chapitre 99 : Haru et Yuki (ハルと雪, Haru to yuki) |                   |                   |                  |                   |
| 26 | 16 février 2023   | 978-4-06-530535-5 | 3 janvier 2024   | 978-2-8116-8648-2 |
| Liste des chapitres : - Chapitre 100 : Rafale de neige au printemps ((春に舞う雪, Haru ni Mau Yuki) - Chapitre 101 : Pour le bien de qui (誰がために, Ta ga tame ni) - Chapitre 102 : Ligne de vie (命綱, Inochiduna) - Chapitre 103 : Réminiscence (追憶, Tsuioku) |                   |                   |                  |                   |
| 27 | 16 février 2024   | 978-4-06-534201-5 | 20 novembre 2024 | 978-2-8116-8816-5 |
| En France, le tome 27 est également sorti dans une édition collector. Celle-ci est composée d'une jaquette réversible et d'un tome bonus de 120 pages intitulé "Histoires Flottantes".Liste des chapitres : - Chapitre 104 : Pays (国, Kuni) - Chapitre 105 : Un monde sans bornes ((狭間なき世, Hazamanaki Yo) - Chapitre 106 : Ce que tu cherchais (さがしもの, Sagashimono) - Chapitre 107 : Shiro (白, Shiro) - Chapitre 108 : Le dieu Yato (夜ト神, Yatogami) - Chapitre 109 : Avec le dieu en jogging (ジャージの神かみと, Jyaaji no Kami to) |                   |                   |                  |                   |

## Anime

### Série télévisée
Noragami est adapté début 2014 en une série d'animation de douze épisodes réalisée par Bones. Le premier épisode est diffusé en avant-première en novembre 2013 à Singapour lors de l'Anime Festival Asia. La série est ensuite diffusée à la télévision japonaise du 5 janvier 2014 au 23 mars 2014 sur Tokyo MX puis sur MSB, BS11 et TVA.
Une seconde saison est annoncée en mars 2015. Intitulée Noragami Aragoto, celle-ci est diffusée du 2 octobre au 25 décembre 2015.
Aux États-Unis, la licence de l'anime est acquise par FUNimation qui diffuse la série en simulcast en version originale sous-titrée en anglais,. Aucun projet de sortie en DVD ni de doublage n'a pour le moment été annoncé.
Dans les pays francophones, la plateforme Wakanim a obtenu la licence des deux saisons et les diffuse à partir du 5 octobre 2015 en simulcast en version originale sous-titrée français. L'éditeur @Anime édite par la suite la série en DVD et Blu-ray.

#### Liste des épisodes

##### Saison 1
| No | Titre traduit en français                       | Titre japonais     | Titre japonais                                                                 | Date de 1re diffusion |
| No | Titre traduit en français                       | Kanji              | Rōmaji                                                                         | Date de 1re diffusion |
| --- | ----------------------------------------------- | ------------------ | ------------------------------------------------------------------------------ | --------------------- |
| 1 | Un chat domestique, un dieu errant et une queue | 家猫と野良神と尻尾 | Ieneko to noragami to shippo (Un chat domestique, un dieu errant et une queue) | 5 janvier 2014        |
| Yato, dieu errant oublié par les humains, se retrouve dans une mauvaise passe quand sa shinki, Tomone, décide de démissionner. Désarmé, il se consacre donc à des missions sans danger, comme retrouver un chat perdu. Seulement, alors qu'il poursuit l'animal en fuite, une collégienne lui sauve la vie en se jetant devant un bus qu'il n'avait pas vu. La jeune fille, Iki Hiyori, se retrouve alors doté d'une forme de demi-fantôme reconnaissable à sa queue de chat et elle exige que Yato lui rende son état normal. |                                                 |                    |                                                                                |                       |
| 2 | Comme de la neige                               | 雪のような         | Yuki no yōna                                                                   | 12 janvier 2014       |
| Hiyori découvre les avantages de sa nouvelle condition de demi-fantôme - une agilité et une force surhumaine - mais aussi ses inconvénients. Quand elle quitte son corps, elle s'endort de manière totalement incontrôlable et sa vie scolaire devient difficile à gérer. Elle insiste donc auprès de Yato pour qu'il exauce son souhait au plus vite, mais ce dernier lui répond qu'il ne peut rien faire sans shinki. Elle décide donc de lui en trouver un nouveau lui-même... sans réellement savoir à quoi elle s'expose. Attaqués par un énorme ayakashi, Hiyori et Yato finissent par tomber sur une âme non corrompue. Yato lui donne un nom et le transforme ainsi en son nouveau shinki : Yukine. |                                                 |                    |                                                                                |                       |
| 3 | Désastre provoqué                               | 招かれた厄災       | Manekareta yakusai                                                             | 19 janvier 2014       |
| Yukine a du mal à se faire à sa vie de shinki, surtout au service d'un dieu errant comme Yato ! Fouiller les poubelles pour s'habiller et dormir dans des temples inoccupés tout en étant complètement ignoré par les mortels ne plait guère au jeune garçon. Sa première mission arrive bientôt quand Tenjin, le dieu des études, demande à Yato de s'occuper d'un affaire de suicides causés par un ayakashi. Pour faire équipe avec eux, il leur envoie Tomone, l'ex-shinki de Yato, devenue Mayu au service de son nouveau maître. |                                                 |                    |                                                                                |                       |
| 4 | Là où se trouve le bonheur                      | しあわせの在処     | Shiawase no arika                                                              | 26 janvier 2014       |
| Yato décide de présenter Yukine et Hiyori à Kofuku Ebisu, une déesse qu'il présente comme étant sa petite amie. Celle-ci est accompagnée par Daikoku, son shinki. La rencontre est cependant interrompue quand Yato reçoit l'appel d'un salary-man sur le point de se suicider du haut d'un immeuble. Par maladresse, Yato le fait tomber et durant leur chute, le jeune homme, Yuusuke Urasawa, leur explique qu'il a été ruiné par son amour pour une belle jeune fille... qui se révèle être Kofuku, dont la véritable identité est Binbōgami, déesse de la pauvreté. Pour le sauver, Yato utilise Yukine pour couper, au sens propre, les liens entre Yuusuke et Kofuku. Peu après cette aventure, Yukine rencontre une jeune fille mystérieuse, "Nora", une shinki secrète de Yato. |                                                 |                    |                                                                                |                       |
| 5 | Frontière                                       | 境界線             | Kyōkaisen (Frontière)                                                          | 2 février 2014        |
| Yato enseigne à Yukine une technique réservée aux shinki, la "frontière" qui lui permet de dresser une barrière entre lui et les ayakashi. Le jeune garçon se révèle étonnamment talentueux. Peu après, Hiyori propose à Yukine de venir vivre chez elle et ce dernier accepte. Pourtant, il continue à devenir de plus en plus irritable bien que Yato l'ai averti que toute pensée "impure" d'un shinki affecte la santé de son maître. Plus tard, Yukine rencontre une petite fille qui se révèle être l'esprit d'une jeune victime d'un accident de la route. Quand elle est possédée par des ayakashi, Yato utilise Yukine contre son gré pour la tuer. |                                                 |                    |                                                                                |                       |
| 6 | Quelqu’un d’effrayant                           | コワイヒト         | Kowai hito (Une personne effrayante)                                           | 9 février 2014        |
| De plus en plus instable et mal à l'aise avec son statut de shinki, Yukine vole un skateboard dans un magasin. Alors que Hiyori essaie de couvrir son crime pour éviter que Yato ne le punisse, une déesse montée sur un lion, Bishamon, attaque le dieu errant sans sommation, réclamant vengeance contre le meurtrier de ses shinkis. Yato, affaibli par les péchés de Yukine, se retrouve acculé quand Kofuku, avertie par Hiyori, vient à son secours. |                                                 |                    |                                                                                |                       |
| 7 | Doutes et destinée                              | 迷い事、定め事     | Mayoigoto, sadamegoto                                                          | 16 février 2014       |
| Kazuma, un des shinki de Bishamon, découvre la nature de demi-fantôme de Hiyori et son lien avec le monde surnaturel. Il la prévient du grave danger que court Yato : si Yukine continue à mal se comporter et qu'il n'est pas puni, son dieu finira par mourir. Or ce dernier est surpris en train de voler l'argent d'une œuvre de charité plus tard dans la soirée, et quand un ayakashi attaque, Yato se retrouve d'abord incapable de le vaincre tant il est affaibli. Nora apparait alors pour proposer son aide en tant que shinki, mais Yato refuse et grâce à ses réserves d'eau bénite, il parvient à reprendre le dessus du combat et vaincre l'ayakashi. |                                                 |                    |                                                                                |                       |
| 8 | Franchir la ligne                               | 一線を越えて       | Issen o koete                                                                  | 23 février 2014       |
| Yato et Yukine sont appelés par Ogiwara Manabu, un élève martyrisé du collège de Hiyori. Pour Yukine, se retrouver au milieu d'enfants de son âge bien vivants est plus qu'il ne peut supporter. Alors que Yato pousse Manabu à résoudre ses problèmes par lui-même, Yukine est pris d'un accès de colère et ravage l'école à coup de batte de base-ball. Yato s'effondre, quasi inconscient et Hiyori prend la décision de les emmener chez Kofuku en espérant qu'elle puisse les aider. |                                                 |                    |                                                                                |                       |
| 9 | Nom                                             | 名前               | Namae (Nom)                                                                    | 2 mars 2014           |
| Pour sauver Yato, Yukine doit endurer un rituel de punition et de purification qui nécessite la participation de trois shinki. Seulement, ce procédé est dangereux pour les officiants et malgré la participation volontaire de Mayu, Daikoku a du mal à trouver un troisième shinki volontaire. Hiyori parvient in extremis à obtenir l'aide de Kazuma qui a une dette envers Yato. La cérémonie commencée, le résultat semble incertain car Yukine refuse d'abord de confesser ses crimes et il commence à se transformer en ayakashi. Heureusement, l'intervention de Yato et Hiyori réussit à le ramener à la raison ; il reconnait alors s'être mal comporté, avoue ses péchés et demande pardon, sauvant sa vie et celle de Yato. |                                                 |                    |                                                                                |                       |
| 10 | Des êtres méprisables                           | 忌むべき者         | Imu beki mono                                                                  | 9 mars 2014           |
| Yukine décide de reprendre sa vie en main : il occupe un petit boulot chez Kofuku et Daikoku pour rembourser ses vols et il demande à Hiyori de lui prêter ses livres de cours afin de continuer à étudier. De son côté, Yato commence à chercher une solution au problème de Hiyori auprès de Tenjin qui lui conseille de couper les liens avec elle. Pendant la soirée du nouvel an, Hiyori se rend au temple avec ses amies quand elle est attirée dans un piège par Nora. Elle parvient à s'enfuir mais quand Yato et Yukine la rejoignent, elle n'a plus aucun souvenir d'eux. |                                                 |                    |                                                                                |                       |
| 11 | Dieu délaissé                                   | 棄てられた神       | Suterareta kami (Dieu abandonné)                                               | 16 mars 2014          |
| Lors d'une attaque surprise, Nora révèle à Yato et Yukine qu'elle a volé les souvenirs de Hiyori pour le compte de Rabō, un dieu des calamités tout comme l'était Yato dans le passé. Elle les restituera si Yato parvient à vaincre Rabō. Yato, lui, semble se résoudre à laisser Hiyori les oublier. Yukine ne comprend pas cette décision et essaie de faire retrouver la mémoire à Hiyori, sans succès car aussitôt retrouvés, ses souvenirs s'évanouissent. Yato se décide à intervenir quand Nora lui annonce que s'il ne fait rien, Hiyori perdra tous ses souvenirs et deviendra une coquille vide sans personnalité. |                                                 |                    |                                                                                |                       |
| 12 | Dans son souvenir                               | 一片の記憶         | Hitohira no kioku                                                              | 23 mars 2014          |
| Yato et Yukine se rendent au temple de Rabō pour le combattre et emmènent Hiyori avec eux par erreur. Le combat tourne mal pour Yato qui est largement surpassé par son adversaire malgré le soutien de Hiyori. Alors qu'il essaie de convaincre Yukine et Hiyori de s'enfuir, Rabō, énervé contre la piètre performance de Yato, brise la sphère contenant les souvenirs de Hiyori. Elle perd alors connaissance, rendant Yato furieux. Il devient alors capable de surpasser Rabō, jusqu'à ce que ce dernier absorbe de nombreux ayakashi pour rétablir l'équilibre. Leur combat cause de sérieux dommages aux reste du temple et un éboulement menace d'ensevelir le corps d'Hiyori. Yato se précipite pour la protéger en faisant barrière de son corps. Hiyori parvient alors à se réveiller et à retrouver ses souvenirs en sentant l'odeur de Yato. Rabō tente une dernière fois d'enlever la jeune fille, mais Yato et Yukine parviennent à la vaincre facilement. Alors qu'ils retournent chez Kofuku, Hiyori refuse l'idée de couper les liens qui les lient et fait le vœu de pouvoir toujours rester à leur côté. |                                                 |                    |                                                                                |                       |

##### Saison 2
| No | Titre français                      | Titre japonais | Titre japonais           | Date de 1re diffusion |
| No | Titre français                      | Kanji          | Rōmaji                   | Date de 1re diffusion |
| --- | ----------------------------------- | -------------- | ------------------------ | --------------------- |
| 1 | Rejeter son nom posthume            | 諱、握りて     | Imina, nigirite          | 2 octobre 2015        |
| La déesse Bishamon, ennemie de Yato, se réveille après un cauchemar dans lequel Yato tue ses shinki. Alors que Yato, Yukine et Hiyori s'occupent d'un nourrisson bruyant, un ayakashi en forme de peluche apparaît. Comprenant que l'ayakashi est en réalité le reflet de l'enfant dans un miroir, Yato demande à Hiyori de se placer devant en tenant l'enfant pour trancher son reflet, enseignant ainsi à Yukine à ne trancher que les ayakashi, en épargnant les vivants. Après avoir vaincu l'ayakashi, Yato remarque un masque semblable à celui de Nora au milieu des débris qui jonchent le sol. Bishamon est troublée par un de ses shinki, et se soigne grâce à Kugaha, son shinki et médecin. Ce-dernier révèle à Bishamon qu'une rumeur dit que Kazuma aurait participé au rituel de purification de Yukine, ce à quoi Bishamon ne prête pas attention. Yukine fait la connaissance d'un shinki de Bishamon, Suzuha, avec qui il se lie d'amitié, tandis que Kugaha les espionne, tenant un masque semblable à celui de Nora. |                                     |                |                          |                       |
| 2 | Un souvenir d’elle                  | 彼女の思い出   | Kanojo no omoide         | 9 octobre 2015        |
| Yukine retrouve son ami Suzuha, qui lui apprend qu'à cause de la grande famille de shinki qu'a formée Bishamon, celle-ci ne peut pas tous les voir, et qu'il n'a plus été appelé depuis des années. Suzuha montre ensuite à Yukine un cerisier, qu'il soigne avec l'aide de Kugaha, et qui représente son amitié avec une vivante, Tomoko, qui l'a oublié. Plus tard, Yukine confie à Yato sa peur d'être oublié de la même façon par Hiyori. Pendant ce temps, Kugaha rappelle à Suzuha qu'il est seul et oublié de sa maîtresse. Suzuha, attaqué par les loups de Nora, se laisse alors mourir, ce qui alerte Bishamon, face à qui ses shinki répriment leurs sentiments pour ne pas la blesser. La nuit venue, Kazuma remarque un trouble sur sa maîtresse, et réunit tous les shinki pour trouver le coupable, sans succès. Bishamon se réveille alors et le trouble semble avoir disparu, ce qui laisse penser aux shinki que Kazuma s'est trompé, le plaçant en mauvaise posture. Kugaha rencontre Yato au cerisier, et l'attaque. Vaincu, Kugaha fait apparaître un ayakashi et s'enfuit, retrouvant Nora, avec qui il décide d'utiliser Yato dans un complot contre Bishamon. |                                     |                |                          |                       |
| 3 | Des liens mensongers                | イツワリノ絆   | Itsuwari no kizuna       | 16 octobre 2015       |
| Une shinki de Bishamon, Aiha, fait soigner un trouble par Kugaha. Hiyori réitère sa promesse de ne jamais oublier Yato. Kazuma consulte Kugaha au sujet du trouble de Bishamon, et ce dernier lui apprend le décès de Suzuha. Kugaha part soigner Bishamon, et lui apprend que Yukine et Suzuha étaient amis. Yukine, à qui Yato a interdit de voir Suzuha, retourne au cerisier où il voit Kazuma déposer des fleurs. Il décide de suivre Kazuma chez Bishamon afin de retrouver son ami. Bishamon surprend Yukine sur son domaine et lui tire dessus. Kazuma défend Yukine et est banni par Bishamon, qui se refuse à lui retirer son nom. Kugaha prend sa succession en tant que guide de Bishamon. Kazuma est hébergé par Kofuku. Aiha attaque alors Yato, affaibli par le chargin de Yukine, pendant que Kugaha enlève Hiyori sous sa forme de demi-fantôme. Kazuma intervient mais est lui aussi enlevé. |                                     |                |                          |                       |
| 4 | Un vœu                              | 願             | Negai                    | 23 octobre 2015       |
| Hiyori et Kazuma sont enfermés ensemble, mais Hiyori peut mourir si elle reste trop longtemps sous sa forme spectrale. Kazuma apprend à Hiyori qu'il est le seul shinki de Bishamon à porter un nom en "-ma" car il est le seul survivant de l'ancien clan de shinkis Bishamon, massacré par Yato, d'où la haine de Bishamon à son égard. Yukine et Yato décident d'aller libérer Hiyori. Aiha, de plus en plus atteinte par le trouble, est forcée d'aider Kugaha à tuer Bishamon, en poussant Yato à le faire. L'objectif de Kugaha est de faire renaître Bishamon et de la guider en tant que déesse puissante. Yato demande à Tenjin de le laisser se rendre chez Bishamon, ce qu'il accepte en échange d'une promesse de Yato. Ce dernier attaque le domaine de Bishamon, qu'il affronte. Pendant ce temps, Kazuma révèle à Hiyori qu'il a demandé à Yato de tuer le clan Ma, qui avait trahi Bishamon en s'entretuant. Yato se retrouve alors piégé par les frontières des shinkis de Bishamon, mais Yukine se met devant Yato pour le protéger du coup de Bishamon et est tranché en deux.                                                                                     |                                     |                |                          |                       |
| 5 | Bénédiction et malédiction          | 神祝き、呪きき | Kamuhosaki, hosakiki     | 30 octobre 2015       |
| Alors qu'Hiyori s'affaiblit petit à petit, Yato et Yukine affrontent Bishamon. Yukine est tranché en deux par Bishamon, mais ressuscite sous la forme de deux lames. Il est devenu un serviteur béni, comme Kazuma, c'est-à-dire un shinki particulièrement fidèle à son maître et qui a changé de forme au cours du temps. Bishamon est alors souillée à cause d'Aiha, et en est considérablement affaiblie, mais elle décide de poursuivre le combat. Kugaha envoie un ayakashi massacrer les autres shinki de Bishamon, réfugiés dans son manoir. Kazuma et Hiyori sont libérés par Aiha. Ils essaient d'arrêter le duel en révélant la vérité à Yato, mais Bishamon, rendue folle par la douleur causée par la mort de ses shinki, attaque Yato. Kazuma intercepte le coup, et révèle son lien avec Yato, afin de l'apaiser. Yato et Yukine décident d'aller affronter Kugaha. |                                     |                |                          |                       |
| 6 | Ce que tu dois faire                | 為すべきこと   | Nasubeki koto            | 6 novembre 2015       |
| Kugaha explique à Bishamon qu'il souhaite la faire renaître afin de l'empêcher d’accueillir tant de shinki faibles, et l'incite à se laisser mourir. Yato lui tranche alors la main, en lui expliquant que les dieux ne se plient pas aux désirs des autres car "tous leurs actes sont justes". Kugaha utilise un des masques pour faire apparaître un ayakashi, que Yato tue. Bishamon bannit Kugaha puis part sauver ses autres shinki. Plus tard, Kazuma se réveille, guéri. Il apprend que Aiha a été purifiée et pardonnée, et que Bishamon souhaite être plus proche de ses shinki, permettant ainsi de ramener la paix dans son domaine. |                                     |                |                          |                       |
| 7 | Comment prier un dieu               | 神様の祀り方   | Kamisama no matsuri kata | 13 novembre 2015      |
| Une fois rentrés de chez Bishamon, Tenjin demande à Yato de tenir sa promesse, à savoir couper ses liens avec elle afin de la protéger, ce qu'il ne fait pas à la demande d'Hiyori. Pendant ce temps, Bishamon convoque un conseil des dieux pour évoquer le fait que quelqu'un arrive à contrôler les ayakashi grâce aux masques, ce à quoi les dieux n'accordent que peu d'attention. Pendant ce temps, Ebisu, un des dieux du bonheur, rend visite à Yato et Yukine, et essaie d'acheter Yukine, puis lui apprend qu'il est le guide de Yato. Yukine, prend ce rôle très au sérieux et décide de devenir plus fort. Plus tard, alors que Yato déprime de ne pas avoir de sanctuaire, Hiyori lui en fabrique un petit, ce qui est un grand honneur pour un dieu. De son côté, Ebisu est impliqué dans l'affaire des masques. |                                     |                |                          |                       |
| 8 | Le dieu des calamités               | 禍津神         | Magatsukami              | 20 novembre 2015      |
| Ebisu nomme un ayakashi à l'aide d'un masque. Pendant ce temps, Yato a fait officiellement reconnaître son sanctuaire, ce qui lui confère le titre de dieu ainsi qu'un terrain dans les plaines célestes ( ou Takamagahara ), lieu de résidence des divinités. Yukine va demander à Kazuma de l'entraîner afin qu'il devienne plus fort. Plus tard, Yato tente de couper ses liens avec Nora, qui lâche des ayakashi sur lui et l'emmène voir leur père. Yato accepte d'assassiner un criminel avec Nora, puis de tuer d'autres personnes, car Nora lui a dit qu'elle et leur père seront les seuls à ne jamais l'oublier. |                                     |                |                          |                       |
| 9 | Le bruit du fil qui se rompt        | 糸の切れる音   | Ito no kireru oto        | 27 novembre 2015      |
| Nora et Yato se rendent aux enfers. Pendant ce temps, Hiyori décide d'aller avec deux amies à un parc d'attractions, Capypaland, où elle avait promis à Yato d'y aller avec lui et Yukine. Yato rencontre Ebisu aux enfers, alors que les dieux se réunissent pour décider de l'arrêter, et imposent aux six autres dieux du bonheur, dont Bishamon, de ne pas interférer. Nora explique à Ebisu que son père les a envoyé le sauver, et Yato et elle décident de l'escorter. Tous trois sont emmenés devant Izanami, déesse qui règne sur les enfers à qui Ebisu souhaite voler un pinceau pour pouvoir baptiser sans risques des ayakashi. Cette dernière essaie de les piéger dans les enfers, en leur proposant d'échanger le pinceau contre l'un d'eux. Ebisu affronte Yato, mais parvient à dérober le pinceau et les trois s'enfuient. Izanami, furieuse, les attaque. À Capypaland, Hiyori rencontre Fujisaki, un lycéen de son établissement, qui l'embrasse, et commence à oublier Yato. |                                     |                |                          |                       |
| 10 | Un tel souhait du passé             | 斯く在りし望み | Kaku arishi nozomi       | 4 décembre 2015       |
| Hiyori, après avoir retrouvé ses souvenirs, part à la recherche de Yato, qui essaie de fuir les enfers. Yato décide alors de retenir Izanami et ses serviteurs pour permettre à Ebisu de fuir. Pendant ce temps, les divinités du bonheur sont contraintes d'attendre l'arrestation d'Ebisu, alors que les Cieux lancent une expédition punitive contre lui, mais Kazuma les libère. Bishamon part chercher Ebisu, qui est piégé avec Yato dans les enfers. Ebisu parvient à ouvrir une brèche à l'aide de ses ayakashi, mais Yato est retenu par Izanami. |                                     |                |                          |                       |
| 11 | Retour des enfers                   | 黄泉返り       | Yomi kaeri               | 11 décembre 2015      |
| Bishamon et Kazuma veulent protéger Ebisu des Cieux. Hiyori et Yukine cherchent Yato, et croisent Kugaha qui les attaque, mais Yukine parvient à le vaincre. Les quatre retrouvent Ebisu, qui leur apprend que Yato est toujours enfermé. Kofuku ouvre une brèche vers les enfers, et Bishamon va y sauver Yato. |                                     |                |                          |                       |
| 12 | Ta voix qui m’appelle               | 君の呼ぶ声     | Kimi no yobu koe         | 18 décembre 2015      |
| Bishamon affronte Izanami mais est en grande difficulté. Ebisu explique à Hiyori et Yukine que pour faire revenir quelqu'un des enfers, il faut l'appeler par son nom, mais il se trouve que Yato n'est pas son vrai nom. Hiyori comprend que le vrai nom de Yato est Yaboku ( ce sont des homonymes en japonais ), et parvient à le rappeler des enfers. Une armée envoyée par les Cieux arrive alors pour arrêter Ebisu, que Bishamon affronte afin de les sauver. Les Cieux décident d'utiliser une technique ancestrale afin d'exécuter Ebisu. |                                     |                |                          |                       |
| 13 | Le message des divinités du bonheur | 福の神の言伝   | Fuku no kami no kotozute | 25 décembre 2015      |
| Ebisu, tué par les Cieux, s'est réincarné en enfant. Yato l'emmène dans un restaurant, où l'ancien Ebisu lui avait dit vouloir aller. Yato explique ensuite à Yukine et Hiyori qu'il veut devenir un dieu capable de rendre les gens heureux. Nora arrive, et révèle à Yato que leur père a manipulé Ebisu afin qu'il meure à sa place pour obtenir le pinceau d'Izanami. Yato rompt alors ses liens avec Nora, et demande à Yukine de le guider vers son objectif. |                                     |                |                          |                       |

#### Musique
Pour la première saison, l'opening de Noragami est un titre du groupe de rock indépendant Hello Sleepwalkers, Goya no Machiawase (午夜の待ち合わせ) dont le single est sorti le 29 janvier 2014. L'ending, Heart Realize (ハートリアライズ, Hāto Riaraizu), est une collaboration de Ryo de Supercell (composition, arrangement et production) et de Tia (chant). Le single est sorti le 12 mars 2014 distribué par Avex. L'OST de Noragami est composée par Taku Iwasaki et est commercialisée sous la forme d'un CD regroupant 24 pistes le 19 février 2014 également par Avex.
| #  | Titre            | #  | Titre              |
| -- | ---------------- | -- | ------------------ |
| 1  | Delivery         | 13 | Blind spot         |
| 2  | Fluctuation      | 14 | Creepy             |
| 3  | 野良譚           | 15 | Again              |
| 4  | Peanut           | 16 | Shadow dancing     |
| 5  | Quiet Fear       | 17 | Grief              |
| 6  | Recollection     | 18 | Family             |
| 7  | Lurk in the dark | 19 | Harmony            |
| 8  | Soul chosen      | 20 | Black Alley        |
| 9  | Afternoon usual  | 21 | Sorrow             |
| 10 | Reproach         | 22 | Corollary          |
| 11 | Misogi           | 23 | The One            |
| 12 | Roar of god      | 24 | Conversation Heart |

Pour la seconde saison, l'opening est Kyōran Hey Kids!! (狂乱 Hey Kids!!) interprété par The Oral Cigarettes, et l'ending est Nirvana (ニルバナ) interprété par Tia.

#### Différences avec le manga
L'arc concernant Rabō (épisodes 11 et 12) n'est pas présent dans le manga original. Des chapitres bonus ont cependant été dessinés spécialement par les auteurs du manga pour inclure ce personnage.

### OAV
Quatre OAV sont sortis. Le premier est sorti sous forme de DVD accompagnant l'édition limitée du tome 10 du manga le 17 février 2014, le deuxième avec l'édition limitée du tome 11 le 17 juillet 2014 et le troisième avec l'édition limitée du tome 15 le 17 novembre 2015. Le quatrième est prévu avec l'édition limitée du tome 16 le 17 mars 2016.
| No | Titre traduit en français           | Titre japonais                            | Titre japonais         | Date de 1re diffusion |
| No | Titre traduit en français           | Kanji                                     | Rōmaji                 | Date de 1re diffusion |
| --- | ----------------------------------- | ----------------------------------------- | ---------------------- | --------------------- |
| 1 | Possédée par un Dieu, fléau de Dieu | 神憑り、神祟り                            | Kamigakari, kamitatari | 17 février 2014       |
| Hiyori s'endort lors de son premier jour au lycée et découvre un nouveau pouvoir de Yato : la possibilité de posséder les humains. Bien sûr, c'est elle la victime de la possession.                |                                     |                                           |                        |                       |
| 2 | Promesse d’un jour de printemps     | 春の日の約束                              | Haru no hi no yakusoku | 17 juillet 2014       |
| Hiyori a invité toutes ses connaissances autour d'un pique-nique, près d'un cerisier. Comment vont réagir Bishamon et Yato, ces ennemis ne se supportant pas ?                                      |                                     |                                           |                        |                       |
| 3 | Meurtre en série                    | 夜ト神連続殺人事件 ノラガミサスペンス劇場 |                        | 17 novembre 2015      |
| Hiyori est en vacances au ski avec ses parents, et Yato vient pour égayer le tout. Ainsi que tous les autres dieux. Tout ce monde dans un seul chalet, avec un psychopathe, que va-t-il se passer ? |                                     |                                           |                        |                       |
| 4 | Une photo ensemble                  |                                           |                        | 17 mars 2016          |
| Le petit Ebisu est seul dans parc d'attraction et son Shinki guide le cherche. L'enfant va tomber sur Hiyori, Yato et Yukine...                                                                     |                                     |                                           |                        |                       |

### Doublage
| Personnages   | Voix japonaises  |
| ------------- | ---------------- |
| Yato          | Hiroshi Kamiya   |
| Hiyori Iki    | Maaya Uchida     |
| Yukine        | Yūki Kaji        |
| Kofuku        | Aki Toyosaki     |
| Daikoku       | Daisuke Ono      |
| Tenjin        | Tōru Ōkawa       |
| Tomone / Mayu | Asami Imai       |
| Bishamon      | Miyuki Sawashiro |
| Kazuma        | Jun Fukuyama     |
| Kuraha        | Kazuhiko Inoue   |
| Rabō          | Takahiro Sakurai |
| Nora          | Rie Kugimiya     |

## Produits dérivés

### DVD et Blu-ray
Au Japon, l'anime de Noragami est également décliné sous forme d'une édition DVD et d'une édition Blu-ray au Japon. Chaque boitier contient un disque comportant deux épisodes, un DVD de bonus et les éditions limitées donnent droit à des goodies supplémentaires.
- DVD 1 (sorti le 26 mars 2014) : un boitier illustré représentant Yato et Hiyori, les épisodes 1 et 2, un DVD bonus avec interview et les génériques sans les crédits et le premier chapitre de Noragami Special Comic (アワセ禍神（前編）?)[25].
- DVD 2 (sorti le 9 avril 2014) : un boitier illustré représentant Yato et Yukine, les épisodes 3 et 4, un DVD bonus avec les différents spots publicitaires et vidéos promotionnels réalisés pour l'anime et le second chapitre de Noragami Special Comic (アワセ禍神（前編）?)[26].
- DVD 3 (sorti le 9 mai 2014) : un boitier illustré représentant Kofuku et Daikoku, les épisodes 5 et 6, un DVD bonus et un CD de character song[27].
- DVD 4 (sorti le 11 juin 2014)[28].
- DVD 5 (sorti le 9 juillet 2014)[29].
- DVD 6 (sorti le 13 août 2014)[30].

## Réception
En 2014, le manga Noragami est nommé dans la catégorie "meilleur shōnen" du 38e prix du manga Kōdansha.
En France, Coyote magazine considère que Noragami constitue « un tour de force presque digne de celui de Blue Exorcist dans le cadre du shōnen : apporter une sensibilité féminine et un humour réellement décalé à ce genre (le manga « fantastique gothique ») qui se prend souvent bien trop au sérieux ».